# Feuillets d'album, op. 2 (Smetana)
Feuillets d'album, opus 2 est un cycle de six pièces pour piano de Bedřich Smetana composées en 1844 et 1849. Smetana projetait d'écrire un cycle de vingt-quatre préludes en hommage à Chopin, mais son éditeur refusa.

## Liste des pièces
1. Prélude (allegro en ut majeur)
2. Chanson (moderato en la mineur)
3. Vivace (en sol majeur)
4. Allegro comodo sempre marcato (en mi mineur)
5. Moderato conanima (en ré majeur)
6. Andante ma non troppo (en si mineur)